# Univers d'Akira Toriyama
L'univers d'Akira Toriyama désigne l'univers de fiction dans lequel évoluent les créations d'Akira Toriyama.

## Mondes imaginaires

### The World
The World (Dragon World pour les Fans de Dragon Ball) est un monde imaginaire faisant partie de l'Univers d'Akira Toriyama où se déroule la totalité (2009) de ses Mangas.

## Œuvres composant l'univers de fiction

### Mangas

#### Dr Slump
- Akira Toriyama, Dr Slump, Glénat, 1980-1985 (18 volumes)

#### Dragon Ball
- Akira Toriyama, Dragon Ball, Glénat, 1984-1996 (42 volumes)

#### One shot
Ce sont des histoires courtes, ou des histoires en un volume, se déroulant dans cet univers.
- Akira Toriyama, Histoires courtes Glénat (3 volumes)
- Akira Toriyama, Cowa, Glénat
- Akira Toriyama, Kajika, Glénat
- Akira Toriyama, Sand Land, Glénat
- Akira Toriyama, Neko Majin, Glénat
- Akira Toriyama, Jaco the Galactic Patrolman, Glénat
- Akira Toriyama (scénario), Masakazu Katsura (dessin), Katsuraakira, Glénat

### Animation

#### Série animée

##### Dr Slump
- Dr Slump (1981-1986)
- Dr Slump (1997-1999)

##### Dragon Ball
- Dragon Ball
  - 153 épisodes
- Dragon Ball Z
  - 291 épisodes
- Dragon Ball GT
  - 64 épisodes
- Dragon Ball Z Kai
  - 167 épisodes
- Dragon Ball Super
  - 131 épisodes
- Super Dragon Ball Heroes
  - 4 épisodes

#### OAV

##### Dragon Ball
- Dragon Ball : Goku et la sécurité routière (Gokū no Kōtsū Ansen, 1988)
- Dragon Ball : Goku le pompier (Gokū no Shōbōtai, 1988)

##### Dragon Ball Z
- Dragon Ball Z : Réunissez-vous ! Le Monde de Gokû (Doragon Bōru Zetto Atsumare! Gokū Wārudo, 1992)
- Dragon Ball Z : Le Plan d'anéantissement des Saïyens (Doragon Bōru Zetto Gaiden Saiyajin Zetsumetsu Keikaku, 1993)

#### Téléfilms

##### Dragon Ball Z
- 1990 : Dragon Ball Z : Baddack contre Freezer (Doragon Bōru Zetto Tatta Hitori no Saishū Kessen~Furīza ni Idonda Zetto Senshi Son Gokū no Chichi~)
- 1993 : Dragon Ball Z : L'Histoire de Trunks (Doragon Bōru Zetto Zetsubō e no Hankō !! Nokosareta Chō-Senshi • Gohan to Torankusu)

##### Dragon Ball GT
- 1997 : Dragon Ball GT : Cent ans après (Gokū gaiden! Yūki no akashi wa Sūshinchū)

#### Films

##### Dr Slump
- Dr. Slump & Arale-chan Hello! Fushigi Jima (Dr. Slump & Arale-chan Hello! Strange Island)
- Dr. Slump
- Dr. Slump & Arale-chan Hoyoyo! Sekai Issuu Dai Race (Dr. Slump and Arale-chan: The Great Round-the-World Race, Dr. Slump La grande course au Tour du Monde)
- Dr. Slump & Arale-chan Hoyoyo! Nanaba Shiro no Hihou (Dr. Slump & Arale-chan HoYoYo! The Treasure of Nanaba Castle)
- Dr. Slump & Arale-chan Hoyoyo! Yume no To Mecha Police (Dr. Slump & Arale-chan Ho-Yo-Yo! Dream Metropolitan Mecha Police)
- Dr. Slump & Arale-chan Ncha! Penguin Mura wa Hare no chi Hare
- Dr. Slump & Arale-chan Hoyoyo!! Tasuketa Same ni Tsurerarete...
- Dr. Slump & Arale-chan Ncha! Wakuwaku Hot Natsu Yasumi (Dr. Slump & Arale-chan Ncha! Trembling Hot Summer Holiday)
- Dr. Slump - Arale no Bikkuriman

##### Dragon Ball
- 1986 : Dragon Ball : La Légende de Shenron (Doragon Bōru Shenron no Densetsu) de Daisuke Nishio

Le film reprend la saga du roi Pilaf de la série Dragon Ball.
- 1987 : Dragon Ball : Le Château du démon (Doragon Bōru: Majin-Jō No Nemuri Hime)

Kamé Sennin demande à ses deux disciples, Son Goku et Krilin, de lui ramener une princesse endormie.
- 1988 : Dragon Ball : L'Aventure mystique (Doragon Bōru Makafushigi Dai-Bōken) de Daisuke Nishio
- 1996 : Dragon Ball : L'Armée du Ruban Rouge (Doragon Bōru Saikyō e no Michi) de Shigeyasu Yamauchi

##### Dragon Ball Z
- 1989 : Dragon Ball Z : À la poursuite de Garlic (Doragon Bōru Zetto Ora no Gohan o Kaese!!) de Daisuke Nishio
- 1990 : Dragon Ball Z : Le Robot des glaces (Doragon Bōru Zetto Kono yo de ichiban tsuyoi yatsu) de Daisuke Nishio
- 1990 : Dragon Ball Z : Le Combat fratricide (Doragon Bōru Zetto Chikyū Marugoto Chōkessen) de Daisuke Nishio
- 1991 : Dragon Ball Z : La Menace de Namek (Doragon Bōru Zetto Sūpā Saiya-jin da Son Gokū) de Daisuke Nishio
- 1991 : Dragon Ball Z : La Revanche de Cooler (Doragon Bōru Zetto Tobikkiri no Saikyō tai Saikyō) de Mitsuo Hashimoto
- 1992 : Dragon Ball Z : Cent mille guerriers de métal (Doragon Bōru Zetto Gekitotsu !! Hyaku-Oku Pawā no Senshi-tachi) de Daisuke Nishio
- 1992 : Dragon Ball Z : L'Offensive des cyborgs (Doragon Bōru Zetto Kyokugen Batoru!! San Dai Sūpā Saiya-jin) de Daisuke Nishio
- 1993 : Dragon Ball Z : Broly le super guerrier (Doragon Bōru Zetto Moetsukiro!! Nessen Ressen Chō-Gekisen) de Shigeyasu Yamauchi
- 1993 : Dragon Ball Z : Les Mercenaires de l'espace (Doragon Bōru Zetto Ginga Giri-Giri !! Bucchigiri no Sugoi Yatsu) de Yoshihiro Ueda
- 1994 : Dragon Ball Z : Rivaux dangereux (Doragon Bōru Zetto Kiken na Futari! Sūpā Senshi wa Nemurenai) de Shigeyasu Yamauchi
- 1994 : Dragon Ball Z : Attaque Super Warrior ! (Doragon Bōru Zetto Sūpā Senshi Gekiha!! Katsu No wa Ore da) de Yoshihiro Ueda
- 1995 : Dragon Ball Z : Fusions (Doragon Bōru Zetto Fukkatsu no Fyūjon!! Gokū to Bejīta) de Shigeyasu Yamauchi
- 1995 : Dragon Ball Z : L'Attaque du dragon (Doragon Bōru Zetto Ryū-Ken Bakuhatsu!! Gokū ga Yaraneba Dare ga Yaru) de Mitsuo Hashimoto
- 2008 : Dragon Ball : Salut ! Son Gokû et ses amis sont de retour !! (Doragon Bōru Ossu! Kaette Kita Son Gokū to Nakama-tachi!!) de Yoshihiro Ueda
- 2013 : Battle of Gods (Doragon Bōru Zetto: Kami to Kami)
- 2015 : La Résurrection de ‘F’ (Doragon Bōru Zetto: Fukkatsu no Efu)

##### Dragon Ball Super
- 2018 : Dragon Ball Super: Broly (Doragon bōru sūpā: Burorī)

### Jeux vidéo

#### Dr Slump
- Dr Slump (PlayStation, 18 mars 1999)

Japon Uniquement.

#### Go! Go! Ackman
- Go Go Ackman (Game Boy)
- Go Go Ackman (Super Famicom)
- Go Go Ackman 2 (Super Famicom)
- Go Go Ackman 3 (Super Famicom)

#### Tobal
- Tobal n°1 (PlayStation)
- Tobal 2 (PlayStation)

### Musique
- Dr Slump (30 septembre 2004)
- Dr Slump Songs (4 septembre 2003)

### Jeux de société
- Dragon Ball - Alla ricerca delle Sette Sfere (1998) de Paolo Parrucci et Andrea Angiolino, éditeur Nexus. De 3 à 5 joueurs pour une durée moyenne de 20 minutes.
- Dragon Ball Z - Fusion Saga Battle Boardgame (2003) de Eric M. Lang et Darrell Hardy. De 2 à 4 joueurs pour une durée moyenne de 30 minutes.
- Dragon Ball Z - Il Torneo (1998) de Andrea Angiolino et Paolo Parrucci pour Nexus. De 2 à 6 joueurs pour une durée moyenne de 20 minutes.
- Dragon Ball Z Majin Buu Saga (2003) de Darrell Hardy et Eric M. Lang pour Fantasy Flight Games. De 2 à 4 joueurs pour une durée moyenne de 30 minutes.

### Jeux de cartes
- Dragon Ball Card Game (2003) de Bandai pour 2 joueurs pour une durée moyenne de 30 Minutes. Composé de 134 cartes différentes.
- Carddass « BP / DP » et « Power Level » de Bandai (années 1990) : cartes à collectionner et à jouer. Plusieurs séries (une vingtaine pour les « Power Level ») évoluant dans les univers de la saga, soit pour les « Power Level » environ 900 cartes au total, dont des prismes, des éditions spéciales, etc[1].

### Jeux de rôle
- Dragon Ball Z anime Adventure Game (1999) de Talsorian Games, utilise le système fuzion.

## Trame commune
Les mangas d'Akira Toriyama ont souvent la même trame scénaristique.
- Départ : Le héros vient de la campagne, et est naïf. Une fois son destin accompli, il retourne à la campagne. Il découvre la technologie lors de ses voyages.
- Des événements le poussent à quitter le village : 
  - Sangoku pulvérise la voiture de Bulma et se doit de la suivre pour la protéger et veiller sur la boule du dragon qu'il lui confie,
  - Kajika tue un renard qui l'ensorcèle et le pousse à sauver 1000 animaux,
  - Paîfu doit trouver un remêde pour sauver son village,
  - Beruzebubu doit trouver une fontaine de vie.
- En chemin des forces vont se mettre en travers de sa voie pour lui dérober ce pour quoi il est en quête (le Dr Mashirito veut le village Penguin, l'armée du Ruban Rouge veut le monde en prenant les boules du dragon, les yakuza veulent l'œuf du dragon, l'armée du roi veut la source d'eau, ...)
- le héros gagne et retourne chez lui plus mûr.

## Autour de l'univers

### Inspiration
Pop culture US, folklore et légendes orientales et occidentales.

#### Le Voyage en Occident
De nombreuses références à ce classique de la littérature chinoise sont présents dans The World. Ainsi, les animaux transformistes (présent dans Dr Slump ou Dragon Ball) sont une référence au personnage de Zhu Bajie, quant au héros (quelle que soit la série), c'est la  synthèse du roi des singes (combatif) et du bonze (naïveté). Cependant, c'est au sein des aventures de Sangoku que les ressemblances sont les plus frappantes, ce qui amène souvent à voir Dragon Ball comme une adaptation du voyage en Occident (pour les deux premiers tankōbons). Parmi ces hommages dans Dragon Ball :
- Sangoku, le héros (en dehors des traits communs aux héros de The World) a une queue de singe, un baton qui grandit et un nuage magique, qui renforce la référence au roi des singes, Sun Wukong (ch.), Son Goku (jp.).
- Bulma, qui lancera les aventures en proposant à Son Goku de l'accompagner dans sa recherche des Dragon Ball, rappelle bien sûr Sanzang (ch.), Sanzou (jp.), le moine qui libérera Son Goku pour leur voyage vers l'Ouest (de la Chine vers l'Inde), à la recherche des sutras.
- Oolon, le premier animal transformiste a comme forme initiale celle d'un cochon comme Zhu Bajie (ch.), Cho Hakkai (jp.).
- Yamcha, qui vit dans un désert, est une référence à Sha Wujin (ch.), Sa Goshou (jp.), démon des sables qui accompagnera Sanzang et Sun Wukong dans leurs aventures.
- Gyumaou, le père de ChiChi, avec son chapeau à cornes, fait référence à Niu Mowang (ch.), Gyumaou (jp.), le "Roi-Taureau démonique".
- Tortue Géniale (Kamé Sennin (jp.), soit "l'ermite des tortues"), qui sera le maître de Son Goku et qui lui offrira Kinto-Un, le nuage magique, rappelle l'immortel taoïste (appelé précisément un "ermite" en japonais, sennin) qui enseigne au singe Sun Wukong nombre de techniques, dont la danse des nuages.
- L'épisode de la montagne de feu, qui dans le roman est éteint par l'éventail magique, se retrouve dans Dragon Ball lorsque la montagne de Gyumaou est éteinte  par un Kaméhaméha de Tortue géniale (qui avoue avoir possédé et perdu ce même éventail).

#### Terminator
Un être mystérieux fait son apparition. Il s'agit de Trunks, un guerrier à apparence humaine, envoyé du futur pour une mission secrète. Il a pour objectif de sauver Songoku, dont la vie sera menacé par une maladie et de le prévenir d'une attaque de cyborgs surpuissants.

#### Frankenstein
Face à la puissance du  héros, les organisations mettent au point des créatures dont ils craignent eux-mêmes la puissance. Pour se prémunir d'un retournement de ses créations, le créateur met en place un dispositif de dissuasion (mécanisme d'autodestruction sur les androïdes et les robots, formule magique d'emprisonnement de Boo, ...). Pourtant, systématiquement la créature se retourne contre son maître, soit pour devenir bonne (Obotchaman, Franky8, ...) soit pour poursuivre son propre intérêt (C15 et les autres cyborgs, C-17, C-18 Cell, etc.). Hormis Cell et C-19, après leur défaite face au héros, ceux qui avaient décidés d'user de leur pouvoir pour eux-mêmes deviennent bons.

#### Autres sources
- Le mythe du Garou : Loup-garou (Dr Slump), homme-garou (Dragon Ball), Saiyan (Dragon Ball), Koala-garou (Cowa)
- Godzilla
- Musashi Miyamoto (rencontré par Aralé)
- Humour dans nom des méchants : caramelman n°x Dr Slump, nom d'instrument pour les créatures issu de Piccolo, nom d'appareil réfrigérant (Freezer, Cooler, ...)